# 乌马尔凯德
乌马尔凯德（Umarkhed），是印度马哈拉施特拉邦Yavatmal县的一个城镇。总人口34084（2001年）。

## 人口
该地2001年总人口34084人，其中男性17605人，女性16479人；0—6岁人口4994人，其中男2558人，女2436人；识字率69.81%，其中男性为77.47%，女性为61.62%。